# John Willoughby Crawford

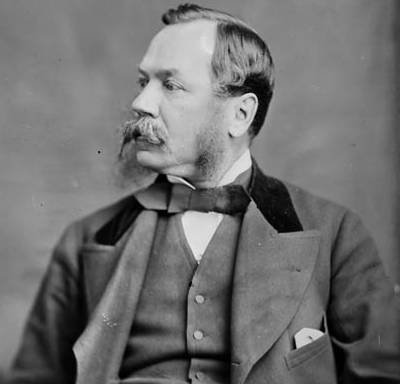
John Willoughby Crawford

John Willoughby Crawford, QC (* 1817 in Manorhamilton, Irland; † 13. Mai 1875 in Toronto) war ein kanadischer Politiker. Von 1867 bis 1873 war er Abgeordneter des Unterhauses, anschließend amtierte er bis zu seinem Tod als Vizegouverneur der Provinz Ontario.

## Biografie
Der Sohn des späteren Senators George Crawford wanderte 1824 mit seinen Eltern nach Oberkanada aus. Er wuchs in Brockville auf und durchlief seine höhere Schulbildung in York (heute Toronto). 1839 erhielt Crawford die Zulassung als Rechtsanwalt und eröffnete eine Kanzlei. Daneben hatte er auch zahlreiche geschäftliche Interessen. So war er Verwaltungsratspräsident oder Direktor mehrerer Unternehmen, darunter der Royal Canadian Bank, der Toronto and Nipissing Railway und der Toronto, Grey and Bruce Railway. Sein Vater war Direktor der Grand Trunk Railway und engagierte ihn als juristischen Berater.
Crawfords politische Karriere begann 1861 mit der Wahl ins Unterhaus der Provinz Kanada. Dabei schlug er im Wahlbezirk East Toronto überraschend George Brown, den Herausgeber der Zeitung Toronto Globe. Zwei Jahre später konnte er seinen Sitz nicht verteidigen. Auf Seiten der Konservativen Partei trat Crawford zur Unterhauswahl 1867 an und setzte sich im Wahlbezirk Leeds South knapp gegen Albert Norton Richards durch (sein Bruder James Crawford wurde in Brockville gewählt). Ab 1872 vertrat er Toronto West. Auf Vorschlag von Premierminister John Macdonald vereidigte Generalgouverneur Lord Dufferin Crawford am 12. November 1873 als Vizegouverneur der Provinz Ontario. Dieses repräsentative Amt übte er rund anderthalb Jahre lang bis zu seinem Tod aus.